# 杏林大学医学部付属看護専門学校
杏林大学医学部付属看護専門学校（きょうりんだいがくいがくぶふぞくかんごせんもんがっこう）は、東京都三鷹市にあった私立の3年制の看護専門学校である。卒業すると看護師国家試験等の受験資格が得られた。

## 沿革
- 1970（昭和45）年 - 杏林大学医学部および医学部付属病院　開設
- 1972（昭和47）年 - 杏林大学付属高等看護学校（2年制）開校
- 1975（昭和50）年 - 学則変更に伴い、3年課程となる。
- 1977（昭和52）年 - 専修学校設置（切替）認可を受け、杏林大学付属看護専門学校と改称
- 1979（昭和54）年 - 杏林大学医学部付属看護専門学校と改称
- 2018（平成30）年 - 入学生の募集を停止
- 2020（令和2）年 - 閉校